# Максим Горький (крейсер)
«Максим Горький» — лёгкий крейсер, головной корабль проекта 26-бис. Заложен 20 декабря 1936 года, спущен на воду 30 апреля 1938 года. 22 марта 1944 года крейсер был награждён орденом Красного Знамени. Исключён из состава флота 18 апреля 1959 года.

## История строительства
Главный строитель — Н. Ф. Мучкин, затем В. С. Боженко. При строительстве обозначение крейсера — «заказ № 270». С 22 по 24 сентября 1939 года крейсер совершил первый выход в море. Ответственным сдатчиком от завода-строителя был М. М. Михайловский. С 14 октября по 1 ноября 1939 года корабль прошёл заводские ходовые совмещенные с государственными испытания. Весь цикл испытаний, совмещённый с установкой оружия и вспомогательных систем, был завершён 25 октября 1940 года.
В ходе строительства имело место несколько несчастных случаев:
- 2 сентября 1939 года во время стоянки в доке после митинга обвалилась сходня. Погибло 37 человек;
- 9 декабря 1939 года военпред и представитель завода погибли от удушья в цистерне авиационного топлива, где проверяли противопожарную систему;
- 4 июня 1940 года в море на ходу вырвало прокладку фланца паропровода, ошпарило 5 человек.

## Особенности конструкции
Строился по откорректированному проекту 26. Главным конструктором был назначен Анатолий Иоасафович Маслов. Отличался от прототипа, крейсера «Киров», по следующим параметрам:
- Толщина брони борта, траверсов и лобовых плит башен ГК была увеличена до 70 мм;
- Несколько усилена малокалиберная зенитная артиллерия;
- Четырехногая фок-мачта заменена башенноподобной (для уменьшения вибрации КДП), реконструирована передняя надстройка (высота КДП 20 м вместо 26 на прототипе);
- Запас топлива увеличен до 1310 т;
- Запас авиабензина уменьшен до 4,8 т;
- Установлена отечественная катапульта ЗК-1 производства Ленинградского завода подъёмно-транспортного оборудования имени С. М. Кирова (главный конструктор Бухвостов);
- Установлена система приборов управления стрельбой (ПУС) «Молния-АЦ»;
- Установлены усовершенствованные МПУАЗО «Горизонт-2» с ЗАС «Горизонт-2»;
- Пост УКВ связи перенесён на 4 ярус.

## Боевая служба
13—14 декабря 1940 года перебазирован из Кронштадта в Таллин. 14 июня 1941 перешел в Усть-Двинск.
На исходе первого дня войны, 22 июня, крейсер вышел в море во главе отряда прикрытия (в него вошли также эсминцы «Гневный», «Гордый», «Стерегущий») вышедших в море тральщиков для производства минных постановок. Курс движения кораблей оказался проложен через выставленное накануне немецкое минное заграждение, о котором командование флота не подозревало. Пересекая его, в 4:22 23 июня 1941 года, крейсер подорвался на мине вблизи маяка Тахкуна, в точке с координатами 59°20′ с. ш. 22°00′ в. д. и потерял носовую оконечность по 47 шпангоут (за 40 минут до этого подорвался на мине и был затоплен «Гневный»). Благодаря сохранившей герметичность траверзной переборке на 61-м шпангоуте смог своим ходом дойти до острова Вормси, где был посажен на прибрежную отмель. Для спасения крейсера был спешно направлен отряд кораблей в составе 3 эсминцев, спасательного судна, 4-х базовых тральщиков и группы катеров «морской охотник», в котором при подходе к крейсеру на том же минном заграждении подорвался и погиб тральщик Т-208 «Шкив». После установки пластыря сооружения фальшноса из дерева и парусины, выгрузки боеприпаса 1 и 2 башен ГК и 6 боевых зарядных отделений торпед в составе каравана из трех эсминцев, спасательного судна, буксира и дивизиона БТЩ «Максим Горький» своим ходом пришел в Таллин. 27 июня перешёл, используя маршрут через пролив Хайлода, в Кронштадт, где вошел в док имени Велещинского. После осмотра представителями завода № 189 было решено восстановить крейсер, построив на стапеле завода, а затем пристыковав в Кронштадтском доке новую носовую оконечность. Работы, с использованием материалов от строящихся крейсеров проекта 68, удалось завершить всего за 43 дня. В ходе ремонта была снята катапульта, а 45-мм пушки 21-К были заменены на 10 автоматов 70-К.
18 августа 1941 года корабль встал в Лесной гавани, 24 августа своим ходом по Морскому каналу перешел в Хлебную гавань. Участвовал в отражении многочисленных авианалётов и сентябрьского штурма Ленинграда, получил восемь попаданий тяжелых снарядов и был переведён к Железной стенке торгового порта вблизи устья Фонтанки, где на нём производился ремонт. Затем корабль, меняя позиции, участвовал в обороне и прорыве блокады Ленинграда в составе 2-й группы, базировавшейся в Торговом порту.
22 марта 1944 года указом Президиума Верховного Совета СССР за образцовое выполнение боевых заданий командования на фронте борьбы с немецко-фашистскими захватчиками и проявленные при этом личным составом доблесть и мужество» крейсер «Максим Горький» был награждён орденом Красного Знамени.
В июне 1944 года крейсер «Максим Горький» в составе 4-й артиллерийской группы поддерживал огнём своих орудий наступление частей Красной Армии на выборгском направлении, уничтожая укрепления линии Маннергейма.
Всего за годы войны по береговым целям израсходовал 2311 180-мм (более 2,5 боекомплекта) (256 на ствол) и 582 100-мм снарядов. Живучесть главного калибра оказалась выше расчётной: максимальный расстрел стволов (лейнеров) главного калибра не превысил 30 %, а универсального — 44 %.
С 25 февраля 1946 года в составе эскадры Южно-балтийского флота (позднее 4-й ВМФ), базировался на Лиепаю, затем на Балтийск. В декабре 1950 года на корабле (командир — капитан 2-го ранга П. М. Гончар) проводились испытания первого советского корабельного вертолета Ка-10.
Летом 1953 года крейсер «Максим Горький» перешёл в Кронштадт, чтобы осенью встать на капитальный ремонт и модернизацию. 16 июня его включили в состав кораблей Кронштадтской военно-морской крепости. В декабре встал на капремонт и модернизацию на завод № 194. 17 февраля 1956 года корабль был выведен из боевого состава КБФ и переформирован в опытовый крейсер, а 18 апреля 1959 года исключен из состава ВМФ и передан на слом.

## Командиры
- Г. В. Жуков (1937 — 1939)
- А. Н. Петров (1939[7] — 1942).
- И. Г. Святов (1942—1943)
- А. Г. Ванифатьев (1943—1944)
- И. П. Соловьёв (1944—1946)
- Г. С. Абашвили (1946—1948)
- Г. П. Негода (1948—1949)
- П. М. Гончар (1949—1951)

## В художественной литературе
В рассказе Михаила Веллера «Легенда о морском параде» описываются вымышленные события на борту крейсера «Свердлов», обозначенном как однотипный крейсеру «Киров». Можно только догадываться, что прообразом для его рассказа стал крейсер «Максим Горький», действительно участвовавший в параде 7 ноября 1947 года.